# Amtsgericht Sankt Amarin

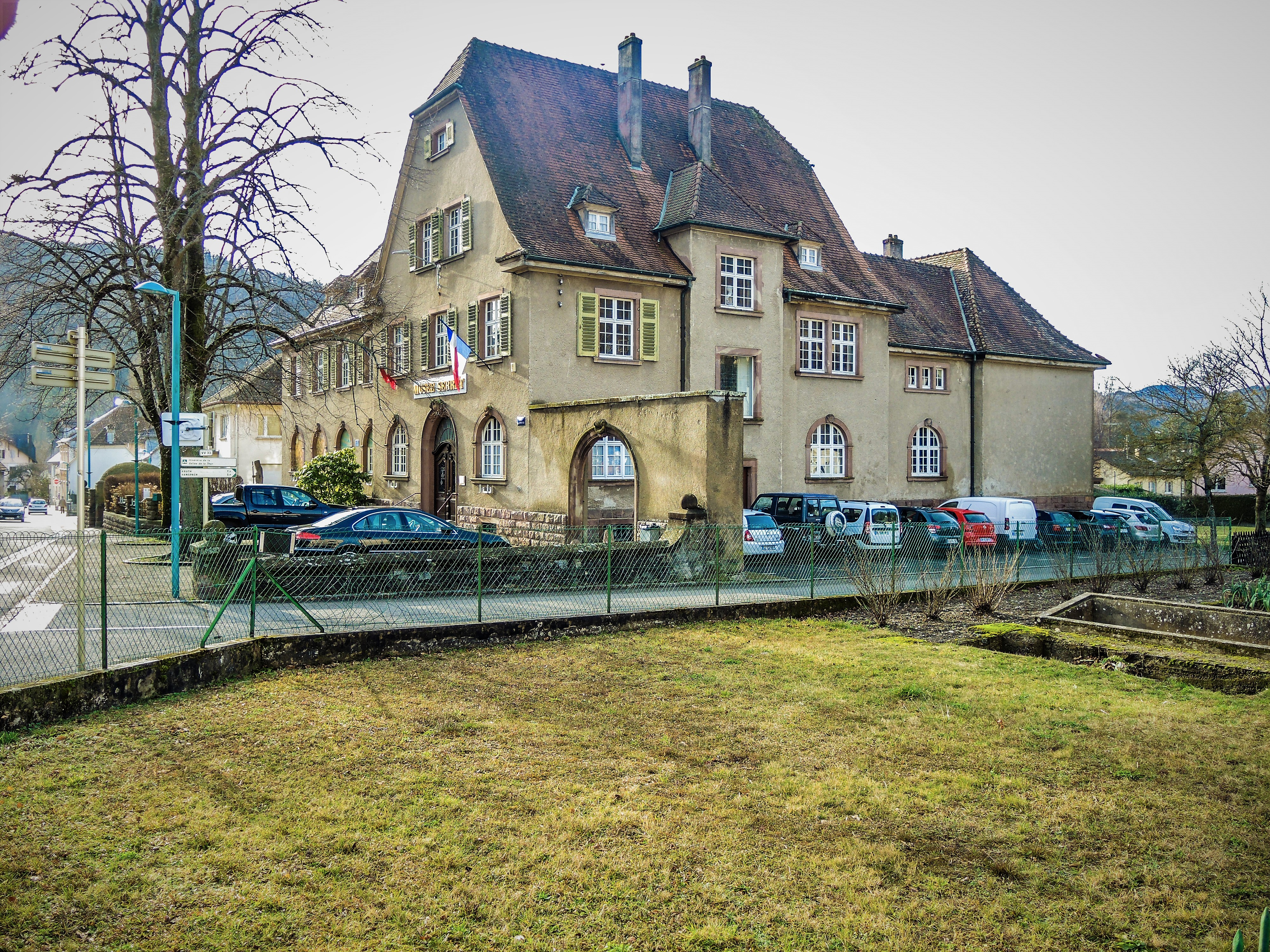
Gerichtsgebäude (2018)

Das Amtsgericht Sankt Amarin war ein deutsches Amtsgericht mit Sitz in Sankt Amarin in den Jahren 1879 bis 1918.

## Geschichte
Sankt Amarin war Sitz eines französischen Friedensgerichts. Nach der Abtretung Elsass-Lothringens im Frieden von Frankfurt an das Deutsche Reich 1871 wurde die Gerichtsstruktur mit dem Gesetz, betreffend Abänderung der Gerichtsverfassung vom 14. Juli 1871 und der Ausführungsbestimmung hierzu vom gleichen Tag neu geregelt. Dabei wurden die Friedensgerichte beibehalten. Im Rahmen der Reichsjustizgesetze wurden 1879 die Friedensgerichte im Reichsland Elsass-Lothringen aufgehoben und Amtsgerichte gebildet. Das Amtsgericht Sankt Amarin war dem Landgericht Mülhausen nachgeordnet. Am Gericht bestand 1880 eine Richterstelle. Das Amtsgericht war ein kleines Amtsgericht im Landgerichtsbezirk. Der Gerichtsbezirk umfasste 1895 den Kanton Sankt Amarin mit 166 Quadratkilometern und 16.150 Einwohnern und 16 Gemeinden.
Nach der Abtretung Elsass-Lothringens an Frankreich nach dem Ersten Weltkrieg wurde das Amtsgericht Sankt Amarin als „Tribunal cantonal Saint-Amarin“ weitergeführt. Im Zweiten Weltkrieg wurde 1940 von der deutschen Besatzungsmacht die vorgefundene Gerichtsstruktur unter Verwendung deutscher Ortsnamen und Behördenbezeichnungen, hier also wieder als Amtsgericht Sankt Amarin, fortgeführt.

## Gerichtsgebäude
Das Gerichtsgebäude trägt die heutige Adresse 7 rue Clémenceau. Es wird als Museum für den französischen General Marcel Serret (Musée Serret) genutzt.